# Cassoday (Kansas)
Cassoday – miasto położone w hrabstwie Butler.